# ガンドレス
『ガンドレス』（GUNDRESS）は、天沢彰原作の日韓合作アニメーション映画。1999年3月20日に日活配給で東映洋画系の劇場42館で公開されたが、映像が未完成の状態での上映となり、そのことが珍事として話題となった。
題名のガンドレスは、銃（GUN）をドレス（DRESS）のように身にまとっているというエンジェル・アームズ社のメンバーたちを表現した言葉である。この言葉通り「美少女と銃器・メカアクションの組み合わせ」が基本コンセプトとなっており、そうした作風を得意とする士郎正宗がキャラクター・メカデザイン原案で参加している（デザイン画は画集『イントロンデポ4 バレッツ』に収録されている。士郎のコメントによると元々はロールプレイングゲーム用企画だった）。ストーリーは小説版（全3巻、後述）の外伝的要素が強い。

## ストーリー
西暦2100年。ヨコハマ・ベイサイドシティは2度の震災から驚異的に復興し、今や高度な自治権を有する国際都市として、首都・東京を上回る繁栄を謳歌していた。しかし、繁栄の陰に犯罪はつきもので、テロリストたちによる凶悪犯罪の多発によって、治安は悪化し、市長もまたテロリストの凶弾に倒れる。新たに市長に就任したウォン=ハイクは、元市警SWAT部隊隊長で現・市長補佐官のゴウマンに新たな治安維持部隊の創設を命じる。ゴウマンは警察学校での教え子、タカコ・ホウライジに新たな警備会社の創設を依頼し、タカコは異能の美少女たちを集めたエンジェル・アームズ社を創設する。エンジェル・アームズ社のメンバーは最新式のパワードスーツ・ランドメイドに身を包み、テロリストに立ち向かっていく。
ある日、エンジェル・アームズ社は密輸組織の頭目を捕らえるが、彼は身柄の安全の保障と引き換えに取引相手の名前を教えるという取引を市長に持ちかける。市長はその取引に応じ、エンジェル・アームズ社が頭目の身辺警護を勤めることになる。やがて、頭目の命を狙って新たなテロリスト集団が現れるが、そのリーダー、ジャン=リュック・スキナーこそ、エンジェル・アームズ社のメンバー、アリサ・タカクラの元恋人で既に爆死したと思われていた人物であった。
「アリサは元恋人の情にほだされて、自分たちを裏切るのでは?」エンジェル・アームズ社のメンバーの中で動揺が広がる中、アリサはテロリストに捕らえられる。そして、アリサの前にかつての恋人、ジャン=リュックが現れる。

## キャラクター
アリサ・タカクラ：石塚理恵
エンジェル・アームズ社メンバー。21歳。かつて、テロリスト・グループ「セクンダティ」に属したが、セクンダティ壊滅後、更生してエンジェル・アームズ社に加わる。無愛想な性格で、他のメンバーから浮いている。
ユン・ケイ：渡辺久美子
エンジェル・アームズ社メンバー。18歳。高麗共和国陸軍出身のテコンドーの使い手。直情径行型の性格。
マルシア・アサノ：岡村明美
エンジェル・アームズ社メンバー。18歳。日本出身だが、アメリカで教育を受け、アメリカで警察官となる。しかし、とある事件のために警察官をやめ、エンジェル・アームズ社に加わる。射撃の達人。
ミシェル・イガ：川上とも子
エンジェル・アームズ社メンバー。16歳。フランス出身。世界的な学者を両親に持つ天才。14歳で博士号を取得する。バックアップおよび情報分析担当。
シルヴィア・カキハナ：高木礼子
エンジェル・アームズ社メンバー。19歳。沖縄県出身だが、大阪で育ったため関西弁を話す。空手の達人で、ストリートファイトで勝ち抜いているところをタカコにスカウトされる。
タカコ・ホウライジ：勝生真沙子
エンジェル・アームズ社オーナー。25歳。かつての市警本部長の娘で、父親の殉職を期に警察官を志す。警察学校時代の恩師・ゴウマンの要請でエンジェル・アームズ社を創設する。
ゴウマン：有本欽隆
ベイサイドシティ市長補佐官。元市警SWAT部隊隊長。警察官出身らしく堅物な性格。市長の信頼は厚い。
ジャン＝リュック・スキナー：堀内賢雄
テロリストグループのリーダー。アリ・ジャイーブ・ハッサンの命を狙う。セクンダティ時代はアリサの恋人だった。
アリ・ジャイーブ・ハッサン：稲葉実
密輸組織の頭目。身柄の安全の保障と引き換えに、取引相手の情報をもらす。
エンドウ警部：辻親八
ベイサイドシティ市警刑事。エンジェル・アームズ社のメンバーたちとは対立することが多いが、いざという時には協力する。
イブン・ハッサン：仲野裕
アリ・ジャイーブの弟。アラブ街に住む。兄とは対照的に生真面目な性格で堅気の生活を送る。
ウォン＝ハイク：田原アルノ
ベイサイドシティ市長。市の治安維持に力を入れる。なかなかのやり手で世界各国の首脳とも対等に渡り合う。
リュウ・サエキ：石田彰
エンジェル・アームズ社のランドメイドの修理を請け負う無双輪業のメカニック。
- スメラギ大尉：青山穣
- ボブ・ライリー本部長：斎藤志郎
- トミオカ：上田敏也
- セレム：中田和宏
- カザマ将軍：中博史
- ケルベロス：鈴木正和
- コンピューター：山崎依里奈

## 登場メカ
- ランドメイト
  - ドルチェ
  - 金剛（クムガン）
  - ノクトゥール
  - トリュフ・アン
  - 南武（ナンブ）
  - ケルベロス

## スタッフ
- 製作：中村雅哉、李于錫、浅川武彦、高野輝隆、川野真寛
- プロデューサー：藤家和正、吉田達
- ゼネラルマネージャー：長島正治
- アニメーションプロデューサー：野口義晃、香西隆男
- 制作担当：渡辺武文
- 演出：寿二郎、春日梢、飯野洋子
- キャラクターデザイン：青木哲朗、岩井優器
- 総作画監督：山田たろう
- 作画監督：土屋幹夫、丸英夫、奥村まさひこ
- 演出助手：溝口雅彦
- 脚本：ORCA、伊崎健太郎、坂井淳一、藤家和正
- 設定協力：士郎正宗
- 撮影：ACCプロダクション
- 音楽：富永豊
- 音楽プロデューサー：青沼明人
- 音楽選曲：合田豊
- 美術設定：加藤浩、平沢晃弘、塩澤良憲
- 美術：宮前光春
- 音響監督：伊達渉
- 録音：荒井孝、池田裕貴
- 音響プロデューサー：中野徹
- 整音：安藤邦男
- レコーディスト：中野明
- 編集：井上和夫
- 監督・音響演出：谷田部勝義
- 製作：ガンドレス製作委員会（日活、パナソニックデジタルコンテンツ、イヨンズコーポレーション、インナーブレイン、スターフィッシュ）

## 主題歌
「Close to me～世界の果てまで～」
作詞：片岡大志 / 作曲：島野聡 / 編曲：中村哲 / 歌：R-ORANGE

## 未完成での公開
日活、東映、パナソニックデジタルコンテンツ、イヨンズコーポレーション、インナーブレイン、スターフィッシュの6社による製作委員会方式により製作され、幹事会社は日活が務めた。4億円の予算があり、アニメの製作はサンクチュアリが請け負い、サンクチュアリからはさらにスタジオジュニオに2億円に満たない額で制作が丸投げされた。しかし製作管理が破綻し完成が間に合わず、大部分が未完成の状態で劇場公開された。
このため、当日の舞台挨拶はなくなり、映画館では未完成状態で公開することを謝罪する紙が配られ、前売り券は返金に応じ、観客には事情を説明して納得した上で入場してもらい、また後日完全版のビデオを送付するなどの措置が取られた。ビデオを送る人数は7000人だったという。これらビデオ送付対象者には「完成版ビデオ」に先立ち、鋭意制作中の旨を記した「暑中見舞い葉書」も送られた。
アニメ映画では、『宇宙戦艦ヤマト 完結編』や『火垂るの墓』などが、本作以前に一部未完成のまま上映された例はあったが、大半が未完成のままというものはなく、まさに「前代未聞」であった。興行を行なう東映は、公開2日前の3月18日の初号試写の段階になってこの事態を把握したが、上映中止による混乱を鑑みて、未完成の状態のままの配給を決定したという。
セル画の着色が間に合わず、人物やメカが単色で塗られているためその様をキン肉マン消しゴムと表現されたり、制作者の指紋が画面に残っていたり、台詞とキャラクターの動きの不一致、動画の不足のために登場人物が何度も同じ動作を繰り返すなど、多くのシーンが未完成だった。公開初日に新聞紙上で珍事と書かれて話題となり、未完成の度合いを確かめるために劇場に見に行った人もいたという。一部の劇場ではビデオカメラで画面を撮影する人までいたという。
パッケージソフト化や衛星放送など二次利用のため、上映後も完成のための作業が続けられ、完成版は2000年4月29日から東京上野の「上野スタームービー」で2週間上映された。完成のために更に1億円の予算がかかったと言われる。この未完成事件で東映は日活に、日活はサンクチュアリに、サンクチュアリはスタジオジュニオにそれぞれ損害賠償を求めた。制作を請け負ったスタジオジュニオは、1997年のテレビアニメ『白鯨伝説』でもたびたび納品を落として未放映になるトラブルを起こしており、本作で損害賠償請求をされたことも重なり、後には事業停止した。
ビデオ化は東映ビデオが辞退し、2000年9月22日に日活からDVD版が発売された。公式ウェブサイトのDVD発売告知ページでは「業界及びファンの間で話題騒然となった“衝撃作”」と自称している。DVDには特典として「3.20ver」こと未完成の劇場公開版も収録されている。ただし、一部カットされた箇所があるため、マルチアングルは採用されていない。
当時『新世紀エヴァンゲリオン』のヒットに便乗して、テレビアニメやアニメ映画が濫造され、著名な例として『ロスト・ユニバース』の第4話「ヤシガニ屠る」のような作画の質の低さ、セルの枚数不足による動画の不良、結果として納品出来なかった事による未放映などのトラブルが多発していた。また、本作上映の不始末を、顧客を無視した企業の利益優先主義がもたらした帰結として、東映の労働組合である全東映労連が問題として取り上げたこともある。
以上のような騒動があった本作はソフト版では未完成だった劇場公開版を整えた程度のものでストーリーや設定も変わったものではなく、凡作であり、高評価とは言い難い。

### 関係者の証言
アニメ映画公式サイトでスタッフは、1999年3月のある日、海外の外注から仕上げ処理を終えた多くのセル画がメインスタジオに届き、最終撮影出しを行おうとした際、色指定が無視され単色のみのセル画を見てスタッフ全員が凍り付き、トレス線をはみ出して彩色されたものもあった。そのためギリギリの段階でスタッフたちは作画修正に取りかかることになったといったことを記している。
映画公開前に絵コンテを見たある関係者の話として公開1週間前に映画館で流れる予告編以外、フィルムになっておらず、まず公開日には間に合わないと感じ、公開日前日に試写を観て「終わった」との声も聞かれ、スポンサー担当者らしき者が顔色を変えて試写室から飛び出していった。途中参加のスタッフも間に合わないと認識しており、本来は担当者がスケジュールは大丈夫か把握しておくべきだが、本作はそうではなく初号試写で初めて知ったとみられるとされる。
監督と音響演出を務めた谷田部勝義は、2001年頃のインタビューで本作の制作状況を回想し、渡された脚本の完成度が低く、制作が最初から躓いたと述べている。映画は90分なのに脚本が3時間のボリュームがあり、監督なのに脚本に手を加えることができなかったという。途中で手を引くスタッフも現れたため、監督の谷田部が音響演出も兼任することになったという。また、「まさかあの状態で公開するとは思ってなかった」、「私は『ガンドレス』で仕事をなくしました、っていうくらいで（笑）」とも述べ、本作に関わった影響で、以降の仕事に差し障りがあった旨を明かしている。
キャラクター・メカデザイン原案の士郎正宗は、2004年発表の作品集『イントロンデポ4 バレッツ』に収録された本作のデザイン画の解説で、自分の仕事は設定画を納品した時点に完了しており、その後の制作が「どの様な状況だったのかは判らない」と述べた。ただし士郎は、企画の初期段階では元気娘のユン・ケイを主役とする筋書きだったものが、『ニキータ』に影響を受けたプロデューサーによって、アリサを主人公とするダークな内容へと途中で変更されたことを証言しており、この設定変更はしない方がよかったのではないかという主旨のことを述べている。

## 小説版
電撃文庫から以下の4冊が刊行されている。
- 天沢彰（著）、青木哲朗（イラスト）『ガンドレス 1』電撃文庫〈お 4-1〉、1998年10月、ISBN 4073099736
- 天沢彰（著）、青木哲朗（イラスト）『ガンドレス 2』電撃文庫〈お 4-2〉、1998年12月、ISBN 4073103385
- 天沢彰（著）、青木哲朗（イラスト）『ガンドレス 3』電撃文庫〈お 4-3〉、1999年3月、ISBN 4073111833
- 堀慎二郎（著）、青木哲朗（イラスト）、天沢彰（原作）『ガンドレス・ザ・ムービー』電撃文庫〈お 4-4〉、1999年5月、ISBN 4840211965

## ゲーム版
スターフィッシュからPlayStation用ゲームが2000年2月に発売された。同名の映画とは異なる形にする方針でキャストやデザインが異なる。
アリサ・タカクラ
声：夏樹リオ
ユン・ケイ
声：こおろぎさとみ
マルシア・アサノ
声：田口宏子
ミシェル・イガ
声：梶原由三子
シルヴィア・カキハナ／ミーシャ
声：小林沙苗
ゴウマン
声：鹿島梵
エンドウ／シュウ
声：宝亀克寿
ウォン／帽子屋／スレッサー
声：柳沢栄治
ララ／サラ
声：川上とも子
グーリック／院長／カルーニン／ナレーション
声：相沢正輝